# 正钒酸钠
正钒酸钠是化學式為Na3VO4的無機化合物，含有正四面體的正钒酸根離子VO43−.。正钒酸钠是蛋白酪氨酸磷酸酶、鹼性磷酸酶及許多ATP酶的酶抑制劑，其原理類似磷酸鹽，VO43-離子會和大部份蛋白酪氨酸磷酸酶的活性部位形成可逆的鍵結。
在分子生物學中進行蛋白質組學用到的緩衝溶液中常會加入正钒酸钠，其目的是為了抑制细胞裂解物內源的磷酸酶，以保持要分析蛋白質的磷酸化結構。常用的濃度約為1-10 mM。正钒酸钠不論是吸入、吞食或是只和皮膚接觸，都是有毒的。

## 合成
正钒酸钠的製備可以將五氧化二钒在氫氧化鈉水溶液中溶解來製備。
V
2O
5 + 6 NaOH → 2 Na
3VO
4 + 3 H
2O
此鹽類以四面體結構的正钒酸根離子VO3−
4為中心，和Na+
離子形成晶體

## 縮合平衡
正钒酸钠會參與許多的反應，這已透過51V NMR分析。在高pH值時，VO3−
4離子會和HVO2−
4平衡。在低pH值時，會進行縮合反應，產生不同的多氧釩酸鹽，最後會形成十釩酸鹽